# She's No Angel
She's No Angel är en amerikansk TV-film från 2001 som regisserades av Rachel Feldman.

## Handling
Liddy arbetar som servitris och en kväll blir hon överfallen av sin chef. Hon lyckas fly därifrån och liftar med ett ungt par som ska gifta sig. De är med om en bilolycka. Bruden dör och kroppen hittas aldrig. Liddy och mannen överlever med lindriga skador. Mannen har dock tappat minnet och tror nu att det är Liddy han ska gifta sig med. Mannen kommer från en rik familj, så Liddy spelar med och låtsas att hon verkligen är förälskad i honom.
Men snart hinner Liddys förflutna ikapp henne....

## Rollista i urval
- Tracey Gold - Liddy
- Kevin Dobson - Donald Shawnessy
- Dee Wallace - Maureen Shawnessy
- Cameron Bancroft - Jed Benton
- Terri Hoyos - Blanca
- Michelle Jones - Catherine Shawnessy
- Nathan Anderson - Sean Shawnessy
- June June - Diane
- Ann Walker - Dorothy